# Віктор Ортега Серна
Віктор Ортега Серна (ісп. Víctor Ortega, 3 січня 1983) — колумбійський стрибун у воду.
Учасник Олімпійських Ігор 2008, 2012, 2016 років.